# Škrljevita (Oštra Luka)
Škrljevita (szerbül: Шкрљевита) falu Bosznia-Hercegovinában, a Szerb Köztársaságban, Oštra Luka községben. Škrljevita településnek a Szerb Köztársaság terülétéhez került, kisebbik része.

## Fekvése
Bosznia-Hercegovina északnyugati részén, Banja Lukától légvonalban 31, közúton 46 km-re nyugatra, Prijedortól légvonalban 23, közúton 41 km-re délre, községközpontjától  légvonalban 12, közúton 32 km-re délkeletre fekvő hegyvidéki területen, a Behremaginica-hegység területén, az azonos nevű patak völgyében fekszik. Határában számos forrás található, itt erednek a Glamoč és a Glamošnica-patakok, melyek közül az előbbi a Kijevska-patakba, az utóbbi pedig a Szana-folyóba ömlik. Vasérctelepei a paleozoikumi mészkőtelepekhez kötődnek.

## Népessége
| Nemzetiségi csoport | Népesség 1991 | Népesség 2013 |
| ------------------- | ------------- | ------------- |
| Szerb               | 13            | 0             |
| Bosnyák             | 0             | 0             |
| Horvát              | 126           | 0             |
| Jugoszláv           | 0             | 0             |
| Egyéb               | 0             | 0             |
| Összesen            | 139           | 0             |

## Története
A település környékén sok a vasérc. A középkorból származó primitív szélmalmok nyomai itt is megtalálhatók. Ezen a területen szinte minden lépésnél találkozunk olyan nyomokkal, amelyek a primitív vaskohászatra utalnak. Ivan Frano Jukić 1842-es útleírása szerint a Staro Majdan-i náhije a leggazdagabb ércekben: aranyban, ezüstben, rézben, amelyek több helyen, így Škrljevitában és Briševóban is megtalálhatók. Van itt hegyi kristály és gyémánt, míg a vasat több helyen feldolgozzák. Jukić szerint az itteni vas akkoriban drágább volt, mint a más régiókból származó vas, és fegyvercsöveket, különféle szerszámokat és egyebeket készítettek belőle. Ezen a részen kevés olyan falu van, ahol ne lenne egy vagy két vaskohó.
Škrljevita 1878-ig az Oszmán Birodalomhoz tartozott, ekkor Bosznia-Hercegovina részeként az Osztrák-Magyar Monarchia annektálta. Az első osztrák-magyar népszámlálás szerint a településenek 1879-ben 188 lakosa volt, mind katolikus horvátok. Később újabb horvát családok települtek be, így 1910-ben már 407 lakosa volt. 1941-ben csak horvátok lakták.
A településen az 1991-es népszámlálás adatai szerint 278-an éltek. Ez a falu a boszniai háború utáni időszakban teljesen kihalt, az egykori lakók ma már többnyire Horvátországban vagy valamelyik nyugat-európai országban élnek. Grga Stojić helyi lakos szerint Škrljevita lakói a háború borzalmai és szenvedései miatt közösen döntöttek úgy, hogy elhagyják otthonaikat. Ezt megelőzte a falu kilenc lakosa ellen elkövetett bűncselekmény, amelyet a Boszniai Szerb Köztársaság hadseregének két tagja követett el, ami után a falu lakói úgy döntöttek, hogy közösen elköltöznek. Idővel a falut kifosztották, a házakat pedig lerombolták vagy felégették. A lepusztult romokat mára benőtte a növényzet és a falut is már csak gyalogosan lehet megközelíteni. Bár a háború utáni időszakban a helyiek körében nem volt hajlandóság a visszatérésre, elmondásuk szerint továbbra is erősen kötődnek szülőföldjükhöz. Az éves vakációt és a szabadnapokat arra használják, hogy eljöjjenek, társalogjanak és meglátogassák őseik sírját.
A településen az 1991-es népszámlálás adatai szerint 139-en éltek. A boszniai háborút lezáró daytoni békeszerződés rendelkezése alapján az ország területét felosztották a Bosznia-hercegovinai Föderáció és a boszniai Szerb Köztársaság között. A békeszerződés utáni területmegosztási megállapodás értelmében a háború előtti település területének kisebbik része, 3,78 km2 területtel a Boszniai Szerb Köztársasághoz és Oštra Luka községhez került, míg a település területének nagyobb része, 9,13 km2 területtel a Bosznia-hercegovinai Föderáció Una-Szanai kantonjában levő Sanski Most község területénél maradt.